# Facultas Humán Gimnázium
A Facultas Humán Gimnázium (korábban: Facultas Humán Gimnázium és Szakközépiskola) alapítványi magániskola, főváros egyik négy évfolyamos gimnáziuma, mely a VII. kerületben, a Hernád utca 46. alatt található.

## Az iskola
A  humán gimnázium 2003. június 19-én jött létre. Az iskola programjai közé tartozik a minden évben megtartott év eleji gólyahét, illetve áprilisban a Facultas napok. A gimnáziumban esti tagozat is működik.
2017-ben együttműködési megállapodást kötöttek a Veritas Történetkutató Intézettel, hogy kölcsönösen segítsék egymás munkáját meghatározott témákban.

## Épülete
Az iskola épületét Schmidt D. Gyula tervezte 1910–1911-ben, Dembinszky utcai elemi iskola néven Bárczy István  kislakás- és iskolaépítési programja keretében. Stílusa népies szecesszió.
A szomszédos, nagyon hasonló kinézetű, de valójában különböző épület a Baross Gábor Általános Iskola által használt rész (Hernád u. 42.). Ez volt a korábbi Elemér (ma Marek József) utcai elemi iskola, amely a másik épülettel egyidőben, ugyancsak az iskolaépítési program keretében épült fel 1909–1910-ben. Tervezője Kismarty-Lechner Jenő volt. Stílusa pártázatos stílus.
A Schmidt-féle épület leányiskolaként, Kismarty-Lechner épülete fiúiskolaként épült, amelyet a bejáratok felett elhelyezett kisebb szobordíszek is mutatnak.

## Facultas reklámfilm
2012 októberében elkészült az iskola hivatalos reklámfilmje, Facultas induló címen, előadója a gimnázium egykori diákja L.L. Junior.
2014 szintén októberében a gimnázium második reklámdala is napvilágott látott, melyet az énekes L.L. Junior és énekesnő Nótár Mary adja elő.
2024 szeptemberében a harmadik dal is megjelent, melynek előadója Csepregi Éva, énekesnő.

## Híres diákjai
- Szávay Ágnes világhírű teniszező, 2013 júniusában az iskolának ajándékozta teniszütőjét, ezzel is kifejezve elismerését és tiszteletét az iskola irányába.[12]
- L.L. Junior híres énekes, dalszerző